# Rauvolfia praecox
Rauvolfia praecox är en oleanderväxtart som beskrevs av Karl Moritz Schumann och Markgr.. Rauvolfia praecox ingår i släktet Rauvolfia och familjen oleanderväxter. Inga underarter finns listade i Catalogue of Life.